# Комисариат по атомна енергия
Комисариатът по атомна енергия (КАЕ) (на френски: Commissariat à l'énergie atomique, CEA) е висш френски държавен научен институт.
В него се провеждат научни изследвания в областта на ядрената енергетика, теоретична физика и астрофизика, информатика, както и изследвания върху индустриалните, медицинските и военните приложения на атомната енергия. Основан е на 18 октомври 1945 от френския президент Шарл дьо Гол
Централата, заедно с главните лаборатории, на Комисариата по атомна енергия се намира в парижкото предградие Сакле, други негови важни лаборатории се намират в Гренобъл и Кадараш.
В института работят около 15 000 души, главно научни работници и инженери, и разполага с бюджет от около 3,9 милиарда евро.
Първи върховен комисар е физикът Фредерик Жолио-Кюри, който ръководи екипа по създаването на първия френски ядрен реактор („Реактора ЗОЕ“), който е първият важен проект на новосъздадения научен институт. ЗОЕ е вторият завършен ядрен реактор на Земята, който черпи енергията си от радиоактивното разпадане на урана.
Край лабораторията в Кадараш се строи най-големият ядрен реактор в света, който ще черпи енергия от термоядрения синтез, ITER (International Thermonuclear Experimental Reactor), в който освен Франция, чрез КАЕ, участват и САЩ, Япония и Русия. Очаква се да бъде завършен през 2016 година.
Комисариатът притежава и един от десетте най-бързи суперкомпютри на Земята, TERA-10, който е способен да извършва 52 милиарда операции в секунда.